# BMW 6-serie Gran Coupé
De BMW 6-serie Gran Coupé is de sedanuitvoering van de 6-serie F12. De 6-serie Gran Coupé werd in december 2011 geïntroduceerd.  De 6-serie Gran Coupé moet gaan concurreren met  de Mercedes-Benz CLS-klasse en de Audi A7 en nestelt zich tussen de 6-serie Coupé en de 7-serie (F01)

## Uitvoeringen
De 6-serie Gran Coupé is beschikbaar in vier uitvoeringen: de 640i (zescilinder-in-lijn, benzine), 640d (zescilinder-in-lijn, diesel), 650i (achtcilinder in V-vorm, benzine) en de 650i xDrive (achtcilinder in V-vorm, benzine, vierwielaandrijving).